# Tô Định Phương
Tô Liệt (chữ Hán: 苏烈, 592 – 667), tự Định Phương (chữ Hán: 定方), bởi ông quen dùng tên tự, nên người đời cũng gọi như vậy ; nguyên quán là Vũ Ấp, Ký Châu , sinh quán là Thủy Bình , là tướng lãnh nhà Đường, có công diệt 3 nước Tây Đột Quyết, Tư Kết, Bách Tế, bắt quân chủ của họ dâng lên hoàng đế.

## Trong chiến loạn cuối đời Tùy
Cha ông là Tô Ung, cuối đời Tùy tập hợp mấy ngàn người trong làng chống lại các cánh nghĩa quân xâm phạm bản quận . Định Phương kiêu dũng phi thường, can đảm tuyệt luân, theo cha chiến đấu từ năm 15 tuổi, nhiều lần xung phong phá trận. Ung mất, quận thú lệnh ông thay cha thống lãnh bộ hạ, tự tay chém chết thủ lĩnh nghĩa quân Trương Kim Xưng ở phía nam quận, đánh bại Dương Công Khanh ở phía tây, truy kích hơn 20 dặm, giết địch rất nhiều; người trong vùng cậy nhờ . Sau theo về với Đậu Kiến Đức, bộ tướng của Kiến Đức là Cao Nhã Hiền rất yêu mến, nhận làm con nuôi. Nhã Hiền đi theo Lưu Hắc Thát, Định Phương trận nào cũng lập công. Khi Hắc Thát, Nhã Hiền mất, ông về quê nhà .

## Tham gia quân đội đầu đời Đường
Đầu thời Trinh Quan (627 – 649), Định Phương làm Khuông Đạo phủ Chiết xung, theo Lý Tĩnh tập kích Hiệt Lợi khả hãn của Đột Quyết ở Thích Khẩu. Tĩnh sai ông soái 200 kỵ binh làm tiền phong, nhân sương mù mà đi, được khoảng 1 dặm, bất ngờ sương tan, nhìn thấy lều trại của địch, ập vào tấn công, giết vài chục tên. Hiệt Lợi cùng công chúa nhà Tùy đưa nhau bỏ trốn, những người còn lại đều quỳ rạp xuống đất, đại quân đến nơi thì tất cả người Đột Quyết đã đầu hàng. Ban sư, được thụ Tả vũ hậu trung lang tướng.

## Diệt Tây Đột Quyết
Giữa thời Vĩnh Huy (650 – 655), Định Phương chuyển làm Tả vệ huân nhất phủ trung lang tướng.
Năm Hiển Khánh đầu tiên (655), hai nước Cao Câu Ly (đời vua Cao Câu Ly Bảo Tạng vương) và Bách Tế (đời vua Bách Tế Nghĩa Từ vương) hợp quân xâm lấn Tân La (đời vua Tân La Vũ Liệt vương). Vua Tân La Vũ Liệt vương sai sứ sang nhà Đường cầu viện. Tháng 2 năm 655, vua Đường Cao Tông sai Trình Danh Chấn và Tô Định Phương dẫn quân đi cứu Tân La. Quân Đường thắng lớn, bắt được 1000 người Cao Câu Ly đưa sang nhà Đường.
Tháng 12 ÂL năm Hiển Khánh đầu tiên (655) , theo Tả vệ đại tướng quân Trình Tri Tiết chinh phạt Sa Bát La khả hãn (tự lập) A Sử Na Hạ Lỗ của hãn quốc Tây Đột Quyết, làm Tiền quân tổng quản. Đến Ưng Sa Xuyên , 2 vạn kỵ binh Đột Quyết đến cự, giao chiến với tổng quản Tô Hải Chánh, đôi bên lùi lại, rồi hơn 2 vạn kỵ binh của các bộ lạc Thử Ni Thi tiếp ứng. Ông đang dừng ngựa cách đó một ngọn núi, đi trước Tri Tiết khoảng 10 dặm, thấy bụi mù bốc cao, bèn soái 500 kỵ binh đi đánh, đập tan quân Đột Quyết, đuổi theo 20 dặm, giết hơn 1500 người, bắt 2000 thớt ngựa, xác người ngựa cùng binh khí giáp trượng phơi đầy núi non, không sao đếm xuể. Phó đại tổng quản Vương Văn Độ ghen ghét, đề nghị kết phương trận để tiến quân; lại tuyên bố có thánh chỉ cho phép mình kềm chế Tri Tiết, thu quân không cho ra đánh nữa. Quân Đường ở trong phương trận rất thiếu thốn, ngựa đói chết, người mệt mỏi, mất hết đấu chí. Định Phương cho rằng Tri Tiết làm tướng ở ngoài có thể tự quyết, đòi bắt Văn Độ, nhưng Tri Tiết không nghe. Đến thành Hằng Đốc (hay Đát Đốc)  , người Đột Quyết ra hàng. Văn Độ cho rằng người Hồ hàng rồi lại phản, đề nghị giết sạch mà chiếm lấy tài sản của họ. Ông phản đối: "Như vậy là làm giặc, nào phải dẹp loạn?" Tri Tiết nghe theo Văn Độ, khi chia tài sản, chỉ có Định Phương không lấy gì. Đường Cao Tông biết chuyện, gọi quân đội trở về, Tri Tiết bị miễn quan làm dân, Văn Độ bị kết tội chết, sau được giảm còn đặc trừ danh .
Năm sau (657), Định Phương đang là Hữu đồn vệ tướng quân , được thăng Hành quân đại tổng quản, lại chinh phạt Hạ Lỗ, lấy Yên Nhiên đô hộ Nhiệm Nhã Tướng, phó đô hộ Tiêu Tự Nghiệp, Tả kiêu vệ tướng quân, Hãn Hải đô đốc, Hồi Hột thủ lĩnh Dược La Cát Bà Nhuận làm phó. Quân Đường từ phía bắc Kim Sơn  xuất phát, trước tiên đánh bộ lạc Xử Mộc Côn, đại phá được. Sĩ cân của họ là Lãn Độc Lộc đưa hơn 1 vạn người đến xin hàng, ông phủ dụ rồi lấy 1 ngàn kỵ binh của họ đi cùng, tiến đến bộ lạc Đột Kỵ Thi (Turgesh) ở bờ tây Duệ Hý Hà . Hạ Lỗ soái binh mã của Hồ Lộc Ốc Khuyết xuyết, Nhiếp Xá Đề Thôn xuyết, Thử Ni Thi Xử Bán xuyết, Xử Mộc Côn Khuất Luật xuyết, 5 Nỗ Thất Tất  , lên đến 10 vạn người, tấn công quân Đường. Định Phương soái hơn ngàn kỵ binh, hơn bộ binh vạn người Hán, Hồi Hột chống trả, Hạ Lỗ khinh ông ít quân, 4 mặt vây đánh. Định Phương lệnh bộ binh giữ cao điểm trên đồng bằng, tất cả hướng ngọn sóc ra ngoài, tự lãnh kỵ binh Hán bày trận ở phía bắc. Quân Đột Quyết trước hết tiến đánh bộ binh Đường, 3 lần xông vào không được; Định Phương thừa thế tấn công, quân Đột Quyết tan vỡ, quân Đường đuổi theo 30 dặm, giết mấy vạn người ngựa, Hạ Lỗ cùng Xử Mộc Côn Khuyết xuyết đưa khinh kỵ chạy thoát. Hôm sau, ông chỉnh đốn quân đội, tiếp tục tiến lên. Vì thế, 5 Nỗ Thất Tất đến xin hàng, còn Hạ Lỗ chạy lên bắc. 5 Đốt Lục nghe tin, cùng nhau theo Nam đạo đầu hàng A Sử Na Bộ Chân. Định Phương lệnh phó tướng Tiêu Tự Nghiệp, Hồi Hột Bà Nhuận soái binh người Hán, Hồi Hột theo Da La Tư Xuyên  đuổi lên bắc, tự mình và Nhiệm Nhã Tướng lãnh quân mới hàng theo sau. Gặp trời đổ tuyết lớn, bộ hạ xin tạm dừng, ông nói: "Giặc cậy tuyết, đang dừng lại nghỉ ngơi; nếu ta không nhân cơ hội này tiến lên, thì chúng sẽ chạy xa, khó lòng bắt được." Bèn xua quân đến Song Hà , cùng A Sử Na Di Xạ, Bộ Chân hợp binh; cách nha trướng của Hạ Lỗ ở Kim Nha Sơn  trăm dặm, hạ lệnh bày trận tiến lên. Khi ấy Hạ Lỗ đang săn bắn, Định Phương thả quân tấn công, phá nha trướng của ông ta, bắt được mấy vạn người. Hạ Lỗ cùng con trai Hý Vận đưa hơn vạn kỵ binh trong đêm vượt sông Y Lệ  bỏ chạy. Định Phương đuổi nà, bắt kịp họ ở sông Toái Diệp , Hạ Lỗ một lần nữa đại bại, cùng Hý Vận đưa hơn 10 kỵ binh nhắm hướng thành Tô Đốt thuộc Thạch Quốc  mà chạy. Ông sai phó tướng Tiêu Tự Nghiệp và con Di Xạ là Nguyên Sảng đuổi bắt bọn họ, người thành Tô Đốt giao nộp cha con Hạ Lỗ . Sau đó Định Phương tu sửa thành quách, sắp xếp đường sá, xác định cương vực, thăm hỏi người bệnh, thu nhặt người chết, mở mang bờ cõi nhà Đường đến tận Tây Hải. Quân Đường ban sư, Cao Tông lâm hiên , ông mặc nhung phục dắt Hạ Lỗ hiến lên. Nhờ công được thăng Tả kiêu vệ đại tướng quân, phong Hình quốc công, lại phong con là Khánh Tiết làm Vũ Ấp huyện công.

## Đánh Cao Câu Ly
Năm 658 Trình Danh Chấn soái quân Đường cùng Tô Định Phương, Tiết Nhân Quý phá quân Cao Câu Ly ở sông Quý Đoan , đốt thành Tân (Shin), giết quân Cao Câu Ly rất nhiều. Tô Định Phương được bái làm Hữu đồn vệ tướng quân, Lâm Thanh huyện công.

## Dẹp Tư Kết bộ
Tháng 11 ÂL năm thứ 4 (659) , Tư Kết Khuyết  sĩ cân Đô Mạn thuộc Thiết Lặc tộc cùng 3 nước Sơ Lặc, Chu Câu Ba, Yết Bàn Đà  phản Đường, có chiếu lấy Định Phương làm An phủ đại sứ, soái binh đánh dẹp. Đến Diệp Diệp Thủy , phản quân giữ Mã Đầu Xuyên , vì thế tuyển 1 vạn tinh binh, 3000 thớt ngựa bất ngờ tập kích, ngày đêm đi được 300 dặm, sáng sớm cách phía tây thành 10 dặm. Đô Mạn cả sợ, soái binh giao chiến bên ngoài cửa thành, thua chạy về giữ thành Mã Bảo. Tiền quân Đường đến đóng trại trước cửa thành; trong đêm, các cánh quân đều đến, 4 mặt vây đánh, chặt cây làm công cụ, xếp bày dưới thành. Đô Mạn biết là không thoát, tự trói mình, mở cửa ra hàng.
Tháng giêng năm thứ 5 ÂL (660) , ban sư về Lạc Dương, Cao Tông ngự ở điện Càn Dương, Định Phương dắt Đô Mạn dâng lên. Pháp tư định Đô Mạn tội chết, ông xin tha, đế cho. Từ Thông Lĩnh  về phía tây được yên, nhờ công được gia thực ấp 500 hộ  của Cự Lộc thuộc Hình Châu, thăng làm Tả vũ vệ đại tướng quân.

## Diệt Bách Tế
Tháng 3 , theo xa giá đến Thái Nguyên, được thụ Thần Khâu Đạo đại tổng quản, soái bọn Tả kiêu vệ tướng quân Lưu Bá Anh , đưa 10 vạn quân thủy lục thảo phạt Bách Tế. Tháng 8 , Định Phương từ Thành Sơn  vượt biển, đến Hùng Tân giang  khẩu, quân Bách Tế ngăn giữ ở đó. Ông lên bờ đông, dựa núi bày trận, cùng địch đại chiến; thủy quân Đường nối nhau kéo đến, quân Bách Tế thua chạy, chết đến vài ngàn, còn lại tan rã. Gặp lúc thủy triều lên, thủy quân Đường tiến vào cửa sông, Định Phương ở trên bờ bày trận, thủy lục cùng tiến, cờ giương trống mở, thẳng đến đô thành của Bách Tế. Cách thành 20 dặm, Bách Tế dốc quân cả nước đến cự, bị quân Đường đại phá, chết hơn vạn người. Định Phương đuổi theo vào được thành ngoài (quách), Nghĩa Từ vương của Bách Tế cùng thái tử Long chạy lên phía bắc. Ông tiến quân vây thành, vương thứ tử Thái tự lập làm vương, con của Long là Văn Tư đưa bộ hạ trèo thành ra hàng, dân chúng đi theo, Thái không ngăn được. Định Phương mệnh cho binh sĩ lên thành cắm cờ, vì thế Thái mở cửa ra hàng, Nghĩa Từ vương cùng thái tử Long và các thành chủ đều nạp khoản xin hàng. Bình xong Bách Tế, bắt cha con Nghĩa Từ vương, Long, Thái dâng ở Lạc Dương.

## Những năm cuối đời
Định Phương trước sau diệt 3 nước, đều bắt sống quốc chủ, được thưởng trân bảo không đếm xuể, còn con trai Khánh Tiết được bái làm Thượng liễn phụng ngự, bản thân được thăng làm Tả vũ vệ đại tướng quân. Không lâu sau, ông làm Liêu Đông Đạo hành quân đại tổng quản, ít lâu dời sang Bình Nhưỡng Đạo. Định Phương phá quân Cao Câu Ly ở Phối Giang , đoạt Mã Ấp Sơn (phía đông Bình Nhưỡng) làm doanh, rồi vây Bình Nhưỡng năm 661. Gặp trời đổ tuyết lớn, giải vây mà về. Sau đó được bái làm Lương Châu an tập đại sứ, để trấn định Thổ Phiên, Thổ Cốc Hồn.
Năm Càn Phong thứ 2 (667) ông mất khi đang ở chức, hưởng thọ 76 tuổi. Đường Cao Tông nghe tin thì thương xót, trách thị thần rằng: "Tô Định Phương có công với nước, đáng được khen tặng, các khanh không nói gì, sao vậy?" bèn tặng Tả kiêu vệ tướng quân, U Châu đô đốc, thụy là Trang. Năm Thần Long đầu tiên (705) thời Trung Tông, ông được liệt vào 25 công thần đời trước. Thời Đại Tông, ông được xét là đệ nhị đẳng công thần.

## Di chỉ liên quan
Hiện nay tầng trệt của tòa tháp đá 5 tầng ở chùa Định Lâm thuộc quận Phù Dư (Buyeo), đạo Trung Thanh Nam (Chungcheongnam-do), Hàn Quốc vẫn còn bia "Đại Đường bình Bách Tế tháp bi minh" ghi lại chiến công của Tô Định Phương.

## Hình tượng trong văn hóa dân gian
Trong các tác phẩm tiểu thuyết và hí kịch dã sử thời Minh-Thanh lấy bối cảnh Tùy-Đường, Tô Định Phương gắn liền với La Thành, một nhân vật hư cấu (xuất hiện lần đầu trong tiểu thuyết đời Minh Đại Đường Tần vương từ thoại với tên chữ là Sĩ Tín) dựa trên người con trai không được ghi lại tên trong sách sử của La Nghệ. Trong Thuyết Đường và Tùy Đường diễn nghĩa, Tô Định Phương là người đã hại chết La Thành. Các tác phẩm dã sử cũng nhắc đến chi tiết này khi đề cập đến các nhân vật hư cấu khác như La Thông (羅通), La Chương (羅章), La Xán (羅燦), La Hỗn (羅焜), các hậu duệ của La Thành.